# Choanostomellia bruuni
Choanostomellia bruuni is een lepelworm uit de familie Bonelliidae.
De wetenschappelijke naam van de soort werd in 1964 door Zenkevitch gepubliceerd.